# Teodomiro Menéndez
Teodomiro Menéndez (Oviedo, 1879-Madrid, 1978) va ser un polític, sindicalista militant socialista asturià

## Biografia
Nascut a Oviedo, inicia la carrera en política presentant-se a les eleccions per a l'ajuntament d'Oviedo en 1911. És escollit regidor. En 1916 és elegit diputat per a les Corts Generals. En 1917 com a responsable del sindicat ferroviari impulsa la vaga ferroviària d'Astúries. Una vegada aixafada la vaga per l'Exèrcit, va ser detingut i empresonat. Durant el govern de la segona república exerceix de diputat i sotssecretari d'Obres Públiques (1932-1933) projectant els futurs enllaços ferroviaris de Madrid.
En 1934 participa en la vaga d'octubre de 1934 sent capturat per les tropes marroquines i condemnat a mort. Ingressa en el penal d'El Dueso fins al triomf del Front Popular a les eleccions generals espanyoles de 1936, data en la qual és alliberat i en la guerra civil lluita en el bàndol republicà. Una vegada finalitzada s'exilia a França en 1939 fugint de la repressió. En 1940 després de l'ocupació nazi de França és capturat en Bordeus i retornat a Espanya. Una vegada a Espanya és condemnat a mort per segona vegada. En 1950, després de deu anys de presó, és alliberat doncs la seva pena capital havia estat commutada per 30 anys de presó gràcies a gestions de Serrano Suñer. Va morir a Madrid als 99 anys, després d'haver estat empresonat setze vegades i condemnat a mort dues vegades, sent enterrat en el cementiri civil de Madrid.